# CHa-66
CHa-66 – мисливець за підводними човнами Імперського флоту Японії, який узяв участь у Другій Світовій війні. 
CHa-66 відносився до серії допоміжних мисливців, споруджених з використанням можливостей малих суднобудівних підприємств. Ці кораблі мали дерев’яний корпус та при зникненні зацікавленості у них зі сторони збройних сил мали бути перетворені на риболовецькі судна.
Спорудження корпусу  CHa-66 здійснили на  верфі в Хаясікане (Hayashikane), а його оснащення озброєнням провели на верфі ВМФ у Сасебо (обернене до Східно-Китайського моря узбережжя Кюсю).
Корабель ніс службу у Мікронезії. Зокрема, відомо, що він брав участь у проведенні конвою, який вийшов 3 червня 1944-го з Труку у центральній частині Каролінських островів (тут раніше знаходилась головна японська база у Океанії) у напрямку Маріанських островів.
7 серпня 1945-го CHa-66 перебував в районі Труку (на той час ця база вже більше року перебувала у блокаді), де був атакований та потоплений ворожою авіацією.